# David Marrero
David Marrero (* 8. dubna 1980, Las Palmas de Gran Canaria) je španělský profesionální tenista. Ve své dosavadní kariéře na okruhu ATP World Tour vyhrál dva turnaje ve čtyřhře. Na challengerech ATP získal k červnu 2011 jeden titul ve dvouhře a třináct ve čtyřhře.
Na žebříčku ATP byl nejvýše ve dvouhře klasifikován 8. února 2010 na 163. místě a ve čtyřhře pak v březnu 2011 na 33. místě.
Jeho sestrou je španělská profesionální tenistka Marta Marrerová (nar. 1983).

## Finálové účasti na turnajích ATP World Tour (4)

### Čtyřhra (4)
| Legenda                                                         |
| ATP International Series Gold / ATP World Tour 500 Series (1–0) |
| ATP International Series / ATP World Tour 250 Series (1–2)      |

#### Vítěz (2)
| Č. | Datum             | Turnaj  | Povrch | Spoluhráč  | Finalisté                        | Výsledek            |
| 1. | 9. května 2010    | Estoril | antuka | Marc López | Pablo Cuevas Marcel Granollers   | 6–7(1), 6–4, [10–4] |
| 2. | 25. července 2010 | Hamburk | antuka | Marc López | Jérémy Chardy Paul-Henri Mathieu | 6–2, 2–6, [10–8]    |

#### Finalista (2)
| Č. | Datum           | Turnaj  | Povrch | Spoluhráč         | Vítězové                       | Výsledek |
| 1. | 25. dubna 2011  | Estoril | antuka | Marc López        | Eric Butorac Jean-Julien Rojer | 6-3, 6-4 |
| 2. | 21. května 2011 | Nice    | antuka | Santiago Gonzalez | Eric Butorac Jean-Julien Rojer | 3–6, 4–6 |

## Tituly na challengerech ATP

### Dvouhra (1)
| Legenda                 |
| ATP Challenger Tour (1) |

| Č. | Datum (finále) | Turnaj | Povrch | Soupeř ve finále | Výsledek      |
| 1. | 6. dubna 2009  | Monza  | antuka | Antonio Veić     | 5–7, 6–4, 6–4 |

### Čtyřhra (13)
| Č.  | Datum            | Turnaj        | Povrch | Spoluhráč               | Finalisté                             | Výsledek         |
| 1.  | 10. října 2005   | Barcelona     | antuka | Gabriel Trujillo-Soler  | Bart Beks Matwé Middelkoop            | 6–4, 6–4         |
| 2.  | 19. března 2007  | Barletta      | antuka | Albert Portas           | Alessandro Motti Simone Vagnozzi      | 6–4, 6–4         |
| 3.  | 1 September 2008 | Brašov        | antuka | Daniel Muñoz-De La Nava | Carlos Poch-Gradin Pablo Santos       | 6–4, 6–3         |
| 4.  | 8. září 2008     | Sevilla       | antuka | Pablo Santos            | Rogério Dutra da Silva Flávio Saretta | 2–6, 6–2, [10–8] |
| 5.  | 15. září 2008    | Szczecin      | antuka | Dawid Olejniczak        | Łukasz Kubot Oliver Marach            | 7–64, 6–3        |
| 6.  | 16. března 2009  | Caltanissetta | antuka | Juan Pablo Brzezicki    | Daniele Bracciali Simone Vagnozzi     | 7–65, 6–3        |
| 7.  | 30. března 2009  | Neapol        | antuka | Pablo Cuevas            | Frank Moser Lukáš Rosol               | 6–4, 6–3         |
| 8.  | 22. června 2009  | Constanţa     | antuka | Adrián García           | Adrian Cruciat Florin Mergea          | 7–6(5), 6–2      |
| 9.  | 5. října 2009    | Montevideo    | antuka | Juan Pablo Brzezicki    | Pablo Cuevas Martín Cuevas            | 6–4, 6–4         |
| 10. | 15. března 2010  | Caltanissetta | antuka | Santiago Ventura        | Vladimir Ignatik Martin Kližan        | 7–6(3), 6–4      |
| 11. | 22. března 2010  | Barletta      | antuka | Santiago Ventura        | Ilija Bozoljac Daniele Bracciali      | 6–3, 6–3         |
| 12. | 29. března 2010  | Saint–Brieuc  | antuka | Vladimir Ignatik        | Brian Battistone Ryler DeHeart        | 4–6, 6–4, [10–5] |
| 13. | 5. dubna 2010    | Monza         | antuka | Daniele Bracciali       | Martin Fischer Frederik Nielsen       | 6–3, 6–3         |